# Паромный терминал Бандырма
Паромный терминал Бандырма (тур. Bandırma Ferribot Terminali) — паромный терминал в Бандырме (Турция) на берегу Мраморного моря и транспортно-пересадочный узел Турецких железных дорог. Используется İDO в паромном сообщении из Бандырмы в Еникапы (Стамбул). Благодаря открытию парома в 1998 году путь из Эгейского региона в Румелию сократился в 1,5-2 раза. Время поездки из Бандырмы в Стамбул составляет 2 часа 40 минут. На сентябрь 2022 года стоимость парома составляет от 210 турецких лир (без автомобиля). Использование парома дает выгоду как в временном так и экономическом плане. Так стоимость билета автобус+паром или поезд+паром при поездке из городов Эгейского региона в Стамбул будет дешевле билета автобуса на 10..30 процентов.
В настоящее время терминал работает как транспортно-пересадочный узел Турецких железных дорог на маршруте Измир—Стамбул (экспрессы Он Еди Эйлюльс 1 сентября 2007 года и Алты Эйлюль). При этом билеты на поезд и паром нужно покупать отдельно через турецкие железные дороги и İDO.
Терминал расположен в районе Айылдыз, к юго-востоку от центра города, на восточной стороне порта Бандырма.